# Liste der Kulturdenkmäler in Mannebach (Eifel)
In der Liste der Kulturdenkmäler in Mannebach sind alle Kulturdenkmäler der rheinland-pfälzischen Ortsgemeinde Mannebach aufgeführt. Grundlage ist die Denkmalliste des Landes Rheinland-Pfalz (Stand: 17. Juli 2023).

## Einzeldenkmäler
| Bezeichnung                            | Lage                                    | Baujahr                  | Beschreibung                                                                | Bild                           |
| -------------------------------------- | --------------------------------------- | ------------------------ | --------------------------------------------------------------------------- | ------------------------------ |
| Wohnhaus                               | Hauptstraße 20 Lage                     | 1764                     | Fachwerkhaus, bezeichnet 1764, entstellend saniert                          | BW                             |
| Wegekreuz                              | Hauptstraße, Ecke Auf dem Heidchen Lage | 1724                     | Schaftkreuz, Basalt, bezeichnet 1724                                        | BW                             |
| Wegekreuz                              | Hauptstraße, Ecke Dorfstraße Lage       | 1697                     | Schaftkreuz, Basalt, bezeichnet 1697                                        | BW                             |
| Katholische Filialkirche St. Sebastian | Kirchstraße 2 Lage                      | 1772                     | zweiachsiger Saalbau, bezeichnet 1772; Schaftkreuz, Basalt, bezeichnet 1719 | weitere Bilder Fotos hochladen |
| Heiligenhäuschen                       | südöstlich des Ortes an der L 95 Lage   | 18. oder 19. Jahrhundert | Putzbau mit Nischenrelief                                                   | BW                             |